# One Day Love
Chansons représentant l'Irlande au Concours Eurovision de la chanson
All Kinds of Everything
(1970) Ceol an Ghrá
(1972)
One Day Love (« Amour d'un jour ») est une chanson de la chanteuse Angela Farrell sortie en 45 tours en 1971.
La chanson est sélectionnée pour représenter l'Irlande au Concours Eurovision de la chanson 1971 se déroulant à Dublin.

## À l'Eurovision

### Sélection
Le 28 février 1971, ayant remporté la finale nationale irlandaise, la chanson One Day Love est sélectionnée pour représenter l'Irlande au Concours Eurovision de la chanson 1971 le 3 avril dans la ville irlandaise de Dublin.

### À Dublin
Elle est intégralement interprétée en anglais, l'une des langues officielles de l'Irlande, comme l'impose la règle de 1966 à 1972. L'orchestre est dirigé par Noel Kelehan.
One Day Love est la treizième chanson interprétée lors de la soirée, suivant Vita vidder de Family Four pour la Suède et précédant Tijd de Saskia & Serge pour les Pays-Bas.
À la fin du vote, One Day Love obtient 79 points et se classe 11e sur 18 chansons,.

## Liste des titres
| A1. | One Day Love     | Donald Martin, Ita Flynn |  |
| B1. | How Near Is Love |                          |  |

## Classement hebdomadaire
| Classement (1971) | Meilleure position |
| ----------------- | ------------------ |
| Irlande (IRMA)    | 4                  |

## Historique de sortie
| Pays        | Date | Format   | Label |
| ----------- | ---- | -------- | ----- |
| Irlande,    | 1971 | 45 tours | Rex   |
| Royaume-Uni | 1971 | 45 tours | Rex   |
| Allemagne   | 1971 | 45 tours | Decca |
| Espagne     | 1971 | 45 tours | Decca |